# Dingle (schiereiland)
Het schiereiland Dingle (Iers: Corca Dhuibhne) in Ierland is het meest noordelijk gelegen schiereiland in County Kerry, in het zuidwesten van Ierland. Het schiereiland wordt gekenmerkt door scherpe bergen van de Slieve Mish Mountains. Bijzonder spectaculair is de Connor-bergpas. Het strand van Inch wordt door velen beschouwd als het mooiste van Ierland, met uitzicht op zowel het schiereiland Dingle als het schiereiland Iveragh.
De grootste plaats op het schiereiland is Dingle, waarnaar het schiereiland is vernoemd. Dingle is een klein vissersdorp met de zeer bekende dolfijn Fungi als bezienswaardigheid.
Sinds 2024 maken de Blasket Islands, Mount Brandon (natuurreservaat op de hellingen van Más an Tiompáin), de vallei van de An Abha Mhór en Conor Pass, de duinen van Inch en de riffen van Kerry Head deel uit van Nationaal Park na Mara, Ciarraí.